# Бєлгородський державний художній музей

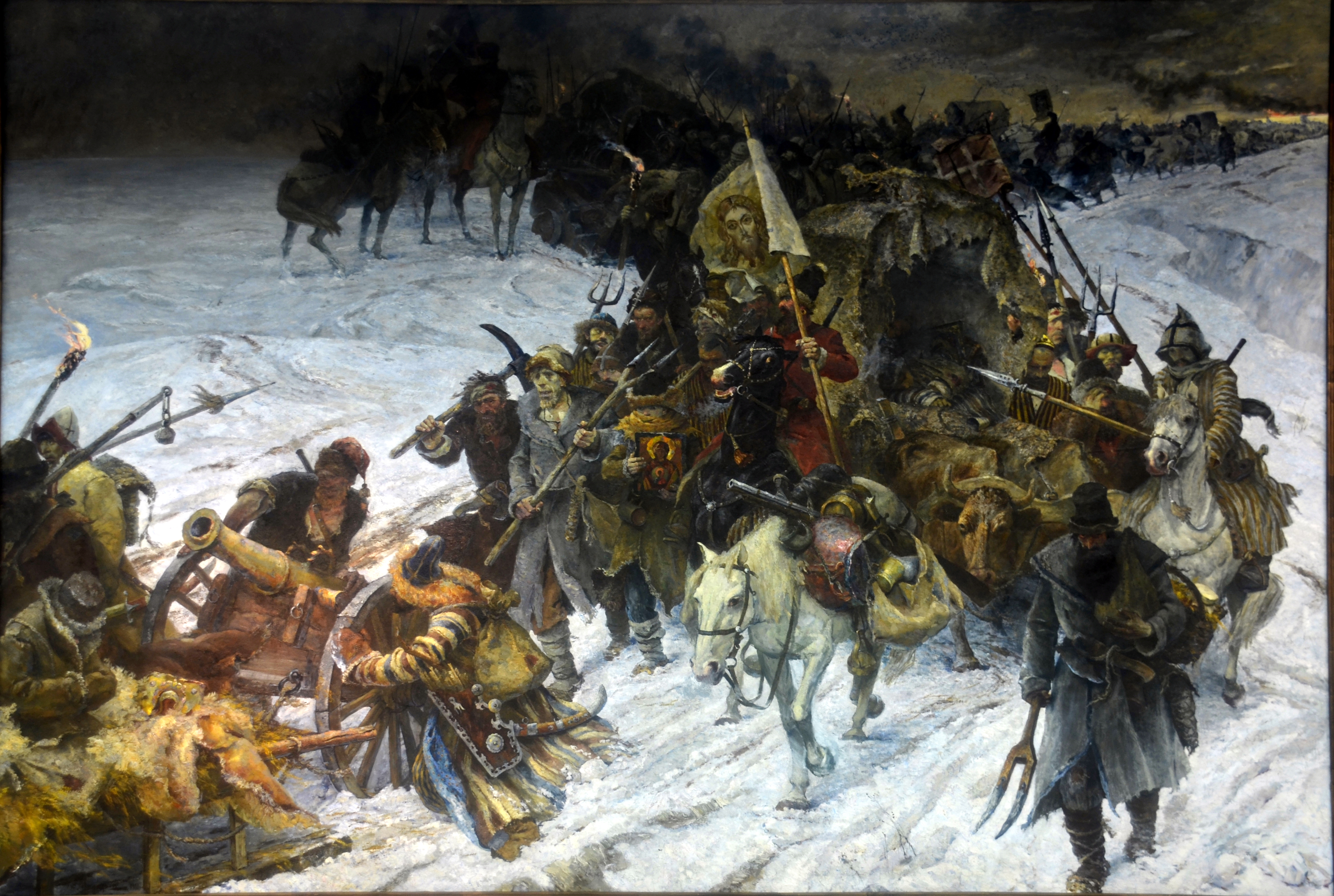
Молодих Ксенія Станіславівна, «Пугачовщина»

Бєлгородський державний художній музей (рос. Белгородский государственный художественный музей) — художній музей у місті Бєлгород (Росія). Заснований 26 липня 1983 року.

## Історія
Початок колекції музею поклав дар з 243 картин вдови художника М. Н. Добронравова, уродженця міста Білгорода. Бєлгородська організація Спілки художників Росії також взяла участь у своренні колекції. До моменту відкриття в музеї було вже близько 400 картин. У формуванні колекції також надавали допомогу Фонд культури, приватні особи, департамент музеїв і Міністерство культури. 
Спочатку музей розташовувався в будівлі колишнього кінотеатру «Оріон». 12 грудня 2004 року постановою Уряду Бєлгородської області було прийнято рішення про будівництво Художньої галереї. Нова будівля була побудована в стилі модерн, за проектом архітекторів В. В. Перцева і В. А. Турченко.
У новій будівлі музей був відкритий 27 листопада 2007 року.

## Експозиція
Музей налічує близько 3700 експонатів живопису, графіки, скульптури, декоративно-ужиткового мистецтва, іконопису. Представлено переважно радянське мистецтво XX століття, у тому числі роботи О. Лактіонова, С. Герасимова, Ю. Піменова, П. Оссовського, Г. Ряжського та ін.
Експозиційно-виставкова площа — 1353 м²; тимчасових виставок — 466,3 м².